# Ondřej Habervešl z Habernfeldu
Ondřej Habervešl z Habernfeldu,  (konec 16. století asi Praha – po 1645 asi Haag) byl český spisovatel protestantské orientace. Proslavil se především politickými spisy, v nichž hájil ideje českého stavovského povstání. Jeho popis povstání má i historiografickou hodnotu.

## Život
Předpokládá se, že se narodil v Praze, někdy na konci 16. století v Praze. Jeho otec Albrecht Habervešl byl bohatý staroměstský měšťan, který roku 1594 získal šlechtický titul. Ondřej vystudoval lékařství, patrně v zahraničí. Po návratu pracoval v Praze jako lékař. Jeho manželka Magdaléna byla spřízněna se spisovatelem Pavlem Skálou ze Zhoře. Zúčastnil se protestantského stavovského povstání v letech 1618 až 1621, byl dvořanem „zimního krále“ Fridricha Falckého. Byl to právě on, kdo na Pražském hradě králi Fridrichovi oznámil porážku jeho vojsk na Bílé Hoře. Po porážce povstání se stal obětí konfiskací majetků a odešel do exilu. Usadil se v Nizozemí.
Zemřel patrně v Haagu, někdy po roce 1645.

## Dílo
Pracoval i v cizině jako lékař a začal být literárně činný (žádná jeho díla z českého období nejsou známa). Psal latinsky. Sepsal několik spisů politického zaměření, kde kritizoval Habsburky, jezuity a hájil stavovské povstání. 
Nejdůležitější z těchto spisů je znám pod zkráceným názvem Bellum bohemicum, vyšel v Leidenu roku 1645. Česky vyšel pod názvem Historie o válce české, roku 1866, kdy ho vydal Emanuel Tonner. Jde o vůbec nejstarší literární zaznamenání českého stavovského povstání. Autor v knize mj. reaguje na některé námitky Axela Oxenstierny vůči stavovskému povstání.
Habervešl sepsal i některé další, méně významné politické brožury známé pod zkrácenými názvy Hierosolyma restituta (Jeruzalém znovu dobytý) či Ad exceptiones contra Bohemos (O vylučování Čechů). Především v nich hájí právo Čechů na vlastní volbu panovníka a na náboženskou svobodu. 

## Inspirace v umění
Postavu doktora Habervešla zmiňuje František Kubka v románu Ječmínkův návrat.